# Pilotrichum microthamnium
Pilotrichum microthamnium là một loài rêu trong họ Pilotrichaceae. Loài này được Hampe mô tả khoa học đầu tiên năm 1879.